# Giovanni Francesco Fara

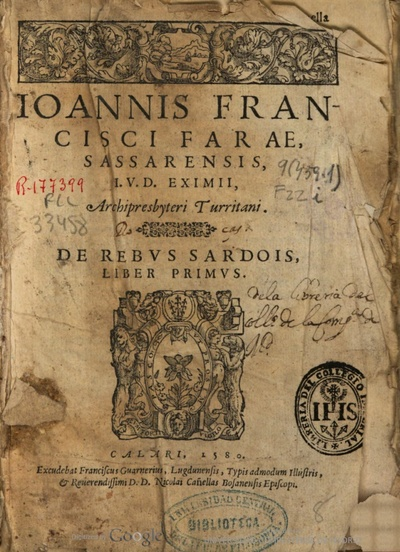
Ioannis Francisci Farae publicà De rebus Sardois liber primus, Càller (1580).

Giovanni Francesco Fara (també Ioannis Francesco Farae) (Sàsser, 4 de febrer de 1543 - Bosa, 1591) fou un escriptor sard en llatí. Fill d'un notari, estudià dret i filosofia a Bolonya en el Col·legi Espanyol fundat pel cardenal Albornoz i a Pisa amb Camilo Plozio. Després de recollir documentació per a la seva obra a Pisa, Florència, Bolonya i Roma, el 1580 tornà a Sardenya, on fou nomenat arxipreste de la catedral de Sàsser i el 1591 bisbe de Bosa.

## Obres
- Tractatus de essentia infantis, proximi infantiae et proximi pubertatis (1567)
- De rebus sardois (1580)
- De corographia Sardiniae